# Kleine Sparrenlaan 22
Kleine Sparrenlaan 22 is een gemeentelijk monument in Bennebroek. 
De met riet gedekte vrijstaande villa heeft een golvend dak. Het werd gebouwd onder architectuur van J. Wildeboer en is opgetrokken in houtskeletbouw. 
Het pand staat op het heuvelachtige terrein van Het Duin, dat na de Eerste Wereldoorlog werd verkaveld en bebouwd. Het landelijke ontwerp is een voorbeeld van de agrarische Gooise bouwkunst. Deze bouwstijl kwam vanaf de jaren twintig van de 20ste eeuw in de mode en heeft elementen van de Amsterdamse School. Het pand werd in 1922 gebouwd voor de expressionistische schilder Herman Kruyder die er tot 1926 zou blijven wonen.
In 1972 werd de woning aan de achterzijde uitgebreid. 